# Edolisoma
Edolisoma – rodzaj ptaków z podrodziny liszkojadów (Campephaginae) w obrębie rodziny liszkojadów (Campephagidae).

## Rozmieszczenie geograficzne
Rodzaj obejmuje gatunki występujące w Azji Południowo-Wschodniej, Australii i Oceanii.

## Morfologia
Długość ciała 20–28 cm; masa ciała 41–97 g.

## Systematyka
Rodzaj zdefiniowała w 1853 roku para francuskich zoologów, Honoré Jacquinot i Jacques Pucheran, w publikacji własnego autorstwa poświęconej odkryciom zoologicznym podczas wyprawy na biegun południowy i do Oceanii na korwetach Astrolabe i Zélée. Gatunkiem typowym jest (oryginalne oznaczenie) gąsienicojad czarny (E. melas).

### Nazewnictwo
- Edolisoma (Edoliisoma, Edoliosoma): rodzaj Edolius Cuvier, 1816 (dziwogon); gr. σωμα sōma, σωματος sōmatos ‘ciało’[12].
- Eucampophaga (Eucampephaga): gr. ευ eu ‘dobry’; rodzaj Campophaga Agassiz, 1846 (liszkojad)[13]. Gatunek typowy (oznaczenie monotypowe): Ceblepyris melas S. Müller, 1843 (= Lanius melas Lesson, 1828).
- Metagraucalus: gr. μετα meta ‘pomiędzy’; rodzaj Graucalus Cuvier, 1816 (kruczyna)[14]. Gatunek typowy (oryginalne oznaczenie): Graucalus tenuirostre Jardine, 1831.
- Graucasoma (Graucosoma): rodzaj Graucalus Cuvier, 1816; gr. σωμα sōma, σωματος sōmatos ‘ciało’[15]. Gatunek typowy (oryginalne oznaczenie): Edolisoma obiense Salvadori, 1878[d].
- Lisomada: częściowy anagram nazwy rodzaju Edolisoma Jacquinot & Pucheran, 1853[16]. Gatunek typowy (oryginalne oznaczenie): Volvocivora insperata[d] Finsch, 1875.
- Analisoma: częściowy anagram epitetu gatunkowego Edolisoma anale[17]. Gatunek typowy (oryginalne oznaczenie): Campephaga analis J. Verreaux & Des Murs, 1860.

### Podział systematyczny
Takson wyodrębniony z Coracina. Do rodzaju należą następujące gatunki:

- Edolisoma anale (J. Verreaux & Des Murs, 1860) – gąsienicojad rdzaworzytny
- Edolisoma ostentum (Ripley, 1952) – gąsienicojad białoskrzydły
- Edolisoma coerulescens (Blyth, 1842) – gąsienicojad czarniawy
- Edolisoma montanum (A.B. Meyer, 1874) – gąsienicojad czarnobrzuchy
- Edolisoma schisticeps (G.R. Gray, 1846) – gąsienicojad szarogłowy
- Edolisoma dohertyi E. Hartert, 1896 – gąsienicojad jasnoskrzydły
- Edolisoma dispar Salvadori, 1878 – gąsienicojad smolisty
- Edolisoma ceramense (Bonaparte, 1850) – gąsienicojad blady
- Edolisoma insperatum (Finsch, 1876) – gąsienicojad stalowy
- Edolisoma mindanense (Tweeddale, 1879) – gąsienicojad czarnobrody
- Edolisoma melas (Lesson, 1828) – gąsienicojad czarny
- Edolisoma holopolium (Sharpe, 1888) – gąsienicojad lśniący
- Edolisoma admiralitatis Rothschild & E. Hartert, 1914 – gąsienicojad czarnolicy
- Edolisoma salomonis Tristram, 1879 – gąsienicojad okopcony
- Edolisoma salvadorii Sharpe, 1878 – gąsienicojad smolny
- Edolisoma monacha (Hartlaub & Finsch, 1872) – gąsienicojad samotny
- Edolisoma nesiotis (Hartlaub & Finsch, 1872) – gąsienicojad karoliński
- Edolisoma erythropygium Sharpe, 1888 – gąsienicojad rdzawy
- Edolisoma morio (S. Müller, 1843) – gąsienicojad cykający
- Edolisoma meyerii Salvadori, 1878 – gąsienicojad śniady
- Edolisoma obiense Salvadori, 1878 – gąsienicojad popielaty
- Edolisoma sula E. Hartert, 1917 – gąsienicojad sulański
- Edolisoma grayi Salvadori, 1879 – gąsienicojad skryty
- Edolisoma incertum (A.B. Meyer, 1874) – gąsienicojad epoletowy
- Edolisoma remotum Sharpe, 1878 – gąsienicojad melanezyjski
- Edolisoma rostratum E. Hartert, 1898 – gąsienicojad wielkodzioby
- Edolisoma tenuirostre (Jardine, 1831) – gąsienicojad cienkodzioby